# Club Balonmano Femenino Monóvar
El Club Balonmano Femenino Monóvar es un club español de balonmano femenino perteneciente al municipio de Monóvar (Alicante). Viste camiseta blanca con tonalidades azules y amarillas, y pantalón blanco. En la actualidad el nombre del club es Gran Monóvar Ecociudad Mediterránea.

## Historia
El Balonmano Monóvar se fundó en el año 2004. Siendo un club de reciente fundación, en la temporada 2006/07 logró el ascenso a Primera División Estatal y en la temporada 2007/08 ascendió a la Liga ABF. El 4 de mayo de 2008 se proclamó Campeón de España de Primera División de balonmano femenino. El equipo monovero realizó una sensacional fase final de ascenso que se celebró en la propia localidad de Monóvar. El equipo, en su primer año en la categoría, quedó en el tercer puesto en la liga regular de Primera División Estatal, y en la fase final quedaron imbatidas respecto a sus tres rivales, el Balonmano Alcobendas, Contrat Málaga y Baseti Zuazo.

## Trayectoria
- Temporadas en Liga ABF: 2
- Temporadas en Primera División Estatal: 3

## Palmarés
- Campeonato de España de Primera División. (2007/08) y (2009/10)

## Jugadoras

### Plantilla 2010/11
Balonmano Monóvar - ABF 
| Dorsal          | Nombre          | Posición         | Origen |
| --------------- | --------------- | ---------------- | ------ |
| Estela Carrera  | Portera         | ESP              |        |
| -               | Mamén Rodríguez | Lateral          | ESP    |
| Beatriz Morales | Pivote          | ESP              |        |
| -               | Lidia Ruescas   | Extremo 1ª línea | ESP    |